# Одного разу в Мексиці
«Одного разу в Мексиці» (англ. Once Upon a Time in Mexico) — американський бойовик 2003 року.

## Сюжет
Музиканта вербує агент ЦРУ Сендс для вбивства генерала Маркеса, якого Музикант вважає винним у смерті своєї дружини і дитини. Мексиканський наркобарон Армандо Барильо наймає генерала для вбивства президента. А Сендс наймає колишнього агента ФБР Хорхе Раміреса для вбивства наркобарона, оскільки Рамірес мріє помститися за смерть напарника. У день заколоту Сендса захоплюють люди Барильї і осліплюють його. Але навіть незрячим він продовжує боротися з наркокартелем. Музикант викликає на допомогу двох своїх друзів, які рятують президента. А сам він убиває Маркеса та Барильо.

## У ролях
| Актор                     | Роль                   |
| ------------------------- | ---------------------- |
| Антоніо Бандерас          | Ель Маріачі (Музикант) |
| Сальма Гайєк              | Кароліна               |
| Джонні Депп               | Сендс                  |
| Міккі Рурк                | Біллі                  |
| Єва Мендес                | Ахедрез                |
| Денні Трехо               | Кукй                   |
| Енріке Іглесіас           | Лоренцо                |
| Марко Леонарді            | Фідео                  |
| Чіч Марін                 | Беліні                 |
| Віллем Дефо               | Армандо Барільйо       |
| Рубен Бладес              | Хорхе Рамірес          |
| Херардо Вігіль            | генерал Маркес         |
| Педро Армендаріс молодший | Президент              |

## Цікаві факти
- За словами Роберта Родрігеза, Квентін Тарантіно запропонував йому зробити третій фільм про пригоди Музиканта. Знаючи, що Родрігез є шанувальником фільмів Серджіо Леоне, Тарантіно порадив співзвучне назву з одним з фільмів італійського режисера. За словами Родрігеза, рано чи пізно він все одно б зняв третій фільм про Музиканта, бо ще до зйомок першої картини задумував трилогію. Даний факт також підтверджується в книзі Родрігеза «Бунтар без команди».
- За словами Роберта Родрігеза, він спеціально знімав фільм HD-камерами, для того щоб протестувати їх можливості.
- Зйомки фільму завершилися у 2001 році, проте прем'єра відбулася лише в 2003.
- Зйомки сцен за участю Сальми Гайєк були сплановані таким чином, щоб не заважати їй працювати у «Фриді» (2002).
- Коли Музикант відкриває футляр для гітари в номері готелю, то в ньому можна помітити кілька ножів Навахас, персонажа Денні Трехо, з «Відчайдушного» (1995).
- У кожному фільмі про Музиканта можна помітити хлопчика, одягненого в жовту футболку.
- У сцені, де пістолети Музиканта акуратно розкладені на ліжку в кімнаті готелю, можна помітити, що патрони до них зроблені компанією «Rodriguez Rounds».
- Мелодія, встановлена на телефоні, який Сендс дає Музикантові, — «Cancion Del Mariachi», головна музична тема «Відчайдушного» (1995).
- Роль Кукуя, яка згодом дісталася Денні Трехо, була спеціально написана для Квентіна Тарантіно. Однак він не зміг взяти участі в картині, бо був зайнятий зйомками «Убити Білла частина 1» (2003).
- Режисер фільму, Роберт Родрігез, зіграв одного з хірургів, які проводять пластичну операцію на герої Вільяма Дафо.
- Роль Сендса писалася спеціально для Джорджа Клуні. Однак після того як з'ясувалося, що Джордж не зможе взяти участь у фільмі, Роберт Родрігез розглядав кандидатури наступних акторів: Курта Рассела, Брюса Вілліса, Шона Пенна і Ніколаса Кейджа. Зрештою, роль дісталася Джонні Деппу.
- Практично всі лайки Сендса є імпровізацією Джонні Деппа.
- Сценарій фільму складався всього лише з 45 сторінок.
- Спочатку збройні сили повинні були забезпечити знімальну групу військовою технікою. Однак коли вони дізналися, що головним лиходієм фільму є військовий генерал, вони відмовилися виконувати свої умови. Військова техніка була надана різними колекціонерами.
- У фільмі міститься кілька посилань на графічні романи Френка Міллера із серії «Місто гріхів» (Sin City). Серед них: — Кадр, коли Сендс стріляє в Ахедрез в живіт, після того як вона його поцілувала, ідентичний зображенню з новели «A Dame To Kill For». — Кадр, де у Сендса вирізують очі, ідентичний зображенню з «Hell And Back». — Розмова Музиканта і священика в церкві ідентичний схожій сцені в «The Hard Goodbye». — Сюжет з пластичною операцією на обличчі схожий на один із сюжетів в «A Dame to Kill For».
- «Одного разу в Мексиці» — остання картина, сценарій якої Роберт Родрігез написав, будучи членом «Американської гільдії сценаристів». Після прем'єри третього фільму про Музиканта він вийшов зі складу цієї організації, заявивши: «Там існує занадто багато правил, і вони просто відбирають у тебе гроші». Пізніше, в 2004 році, Роберт також вийде з членства «Американської гільдії режисерів».
- Всі сцени за участю Джонні Деппа були відзняті за 9 днів. Після завершення своїх зйомок, Джонні не хотів покидати знімальний майданчик, де він весело провів час. Тому він попросив Родрігеза дозволити йому зіграти ще якусь невелику роль. Роберт погодився: Джонні виконав роль священика, з яким розмовляє Антоніо Бандерас в церкві.
- Згідно буклету, що додається до компакт-диску з саундтреком фільму, Джонні Депп сам написав музичну тему для свого героя (трек 9 на CD), а Антоніо Бандерас зробив кавер-версію головної музичної теми «Музиканта» (1992).
- Зброя, яку передбачалося використовувати у фільмі, було затримано на два тижні на мексиканському кордоні. Тому протягом перших двох тижнів зйомок використовувалися гумові копії. Спочатку, щоб хоч якось пристосуватися до такого реквізиту, Антоніо Бандерас кожен раз, коли доводилося «стріляти», самостійно озвучував постріли, вимовляючи «бум», «бам».
- Депп самостійно займався підбором костюмів і гриму для свого персонажа. Знамениті футболки агента Сендса були придбані у Флориді сестрою актора.
- Сцена, коли хлопчик у жовтій футболці веде Сендса і той вдаряється головою була зроблена випадково. Під час зйомок Деппу доводилося зніматися з закритими очима (щоб їх не було видно, адже очі були вирізані), тому він вдарився випадково, але перезнімати сцену не стали, включивши її фільм.
- Родрігес, сказав, що «зібрав» Сендса з двох персонажів: перший — «людина з трьома руками» (один із сценаріїв Родрігеса), другий — «людина без очей» (ще один сценарій Родрігеса, де людину позбавляють очей і він, за допомогою свого сина, мстить кривдникам).